# Китайська інженерна академія
Китайська інженерна академія (CAE; 中国工程院) — національна академія Китайської Народної Республіки з інженерії. Вона була заснована в 1994 році та є установою Державної ради Китаю. CAE та Китайську академію наук часто називають разом «Двома академіями». Її нинішнім президентом є Лі Сяохун.
З моменту свого заснування CAE надає державі консультації з ключових програм, планування, керівних принципів та політики на запити урядових міністерств та комісій. У відповідь на запити центральних та місцевих урядових міністерств академія мобілізує своїх членів для проведення опитувань, надання стратегічних висновків та внесення пропозицій. Ці проекти відіграли важливу роль у розширенні участі членів у головних процесах прийняття рішень державою. Крім того, члени регулярно та активно вносять свої думки та пропозиції, виходячи зі свого досвіду, поглядів та обізнаності про міжнародні тенденції інженерної науки та технологій.

## Інтернет-ресурси
- Офіційний сайт